# Jacopo Morrone
Jacopo Morrone (Forlì, 23 gennaio 1983) è un politico italiano, dal 23 marzo 2018 deputato alla Camera per la Lega per Salvini Premier.

## Biografia
Originario di Carpinello, è nato e cresciuto a Forlì, dove si diploma all’Itc Matteucci e si laurea in Giurisprudenza ed è avvocato con studio in piazza XX Settembre.
Iscritto alla Lega Nord, alle elezioni amministrative del 2009 si candida a consigliere della provincia di Forlì-Cesena nei collegi di Mercato Saraceno, Modigliana e Santa Sofia, ottenendo rispettivamente il 13,17%, il 12,97% e il 14,11%, senza però conseguire l'elezione nonostante l'ottimo risultato del partito, che corre in solitaria a sostegno del candidato presidente Gian Luca Zanoni.
Alle elezioni regionali in Emilia-Romagna del 2010 è candidato consigliere per la provincia di Forlì-Cesena, ottenendo 4.829 preferenze e non risultando eletto.
Alle elezioni politiche del 2013 viene candidato alla Camera dei Deputati nella circoscrizione Emilia-Romagna, non conseguendo l'elezione.
Dal 2015 ricopre il ruolo di segretario della Lega Nord in Romagna, succedendo a Gianluca Pini.

### Elezione a deputato
Alle elezioni politiche del 2018 viene ricandidato alla Camera ed eletto deputato nel collegio plurinominale Emilia-Romagna - 01 nelle liste della Lega per Salvini Premier.
In seguito alla nascita del primo governo Conte tra il Movimento 5 Stelle e la Lega, il 13 giugno 2018 è stato nominato dal Consiglio dei ministri sottosegretario di Stato al Ministero della giustizia, carica che ha mantenuto fino alla fine del governo Conte il 5 settembre 2019.
Alle elezioni politiche anticipate del 2022 viene ricandidato alla Camera dei deputati per la Lega, sia nel collegio uninominale Emilia-Romagna - 11 (Rimini), sostenuto dalla coalizione di centro-destra, che nel collegio plurinominale Emilia-Romagna - 03 in terza posizione, venendo rieletto deputato nell'uninominale, con il 42,95%% dei voti e superando i candidati del centro-sinistra, in quota PD-IDP, Andrea Gnassi (34,8%) e del Movimento 5 Stelle Mariano Gennari (8,98%). Nella XIX legislatura della Repubblica è segretario della 2ª Commissione Giustizia.